# Pierpaolo Cristofori
Pierpaolo Cristofori   (Roma, 4 de gener de 1956) és un pentatleta italià, ja retirat, guanyador d'una medalla olímpica.
Durant la seva carrera esportiva va prendre part en tres edicions dels Jocs Olímpics d'Estiu, el 1976, 1980 i 1984. Destaca la medalla d'or què guanyà el 1984 a Los Angeles, en la competició per equips del programa de pentatló modern. Formà equip amb Daniele Masala i Carlo Massullo.
En el seu palmarès també destaca una medalla de bronze en el Campionat del Món de 1982. El 2015 fou guardonat amb el Collar d'or al mèrit esportiu.